# Clara Morgane
Clara Morgane, pseudonimo di Emmanuelle Aurélie Munos (Marsiglia, 25 gennaio 1981), è un'ex attrice pornografica, cantante e personaggio televisivo francese.

## Biografia
Nata e cresciuta a Marsiglia, inizia la carriera di modella a 12 anni e a 19, dopo aver visto uno spettacolo dal vivo, decide di provare con il porno.
Ha ricevuto l'Hot d'Or nel 2001 come "Best French Starlet". Dal settembre 2001 conduce sull'emittente Canal Plus il programma Journal du hard e nel 2003 ha pubblicato la sua autobiografia dal titolo Sex Star. Ha avuto una relazione sentimentale con l'attore pornografico francese Greg Centauro.
Ha inoltre creato una propria linea di intimo sexy: Shocking Princess. È anche una cantante con il lancio del singolo Sexy girl.
Il 10 marzo 2016 ha lanciato Le Cabaret de Clara Morgane, "immergendo il pubblico nel mondo in bianco e nero dei cabaret degli anni '30, combinando voluttà, sensualità, glamour e spettacolo "27. Da allora, Clara Morgane e la sua troupe hanno percorso le strade di Francia, Belgio e Svizzera esibendosi per il pubblico del cabaret.

## Discografia

### Album
- 2007: DéCLARAtions
- 2010: Nuits Blanches
- 2013: La parenthèse amoureuse

### EP
- 2007 : J'aime
- 2008 : Clara Morgane

### Singoli
- 2007 : J'aime (Feat. Lord Kossity)
- 2007 : Sexy Girl
- 2008 : Nous Deux (feat. Shake)
- 2010 : Le Diable Au Corps
- 2011 : IL
- 2011 : Good Time
- 2011 : Mademoiselle X (Promo calendrier 2012)
- 2012 : Je t'Adore
- 2012 : Comme Un Boomerang

### DVD
- 2010 : Le DVD Officiel - Clara Morgane
- 2011 : Nuits Blanches

## Filmografia

### Films classici
- 2000 : Scary Movie (Bonus DVD)[5] (de Keenen Ivory Wayans)
- 2001 : La Dernière Fille (de Benjamin Beaulieu)
- 2002 : Perverse Léa (de Bruno Costes)
- 2002 : Manuela ou l'impossible plaisir (de Marc Riva)
- 2003 : Laura ou une sensuelle rencontre (de Bruno Costes)
- 2003 : Snowboarder (de Olias Barco)
- 2010 : Haut Perchée (de Sébastien Spelle)

### Films per adulti
- 2000 : Rèveries exclusives
- 2001 : La Fille du batelier[6] (de Patrice Cabanel)
- 2001 : Projet X (de Fred Coppula)
- 2001 : La Collectionneuse (de Fred Coppula)
- 2001 : Max 2 (de Fred Coppula)
- 2002 : La Candidate (de Fred Coppula)
- 2002 : La Cambrioleuse (de Fred Coppula)
- 2002 : Le Journal de Pauline (de Fred Coppula)
- 2003 : La Menteuse (de Fred Coppula)
- 2003 : Luxure[7] en tant que réalisatrice

### Serie
- 2008 : Brother and Brother: Elle-même
- 2009 : Max les veut toutes: Elle-même
- 2011 : Les Anges de la télé réalité: Elle-même (saison 3)
- 2012 : Hollywood Girls: Elle-même (saison 1, épisode 13 & 14)

### DVD
- 2002 : Les Dessous de Clara Morgane[8]
  - Les Dessous de Clara Morgane (compilation pornographique de Fred Coppula) 1h22
  - Faîtes vibrer Clara Morgane (film pornographique de Fred Coppula) 2h00
- 2011 : Double Jeu[9]
  - Making-of Shooting photo Bresil
  - Mademoiselle X - Making-of Calendrier 2012
  - Les 1001 Vies de Clara Morgane (reportage NRJ12)

## Pubblicazioni

### Calendari
- 2005 : « Clara Morgane Et Les Chics Filles » (Maximal)
- 2006 : « Clara Morgane », par Antoine Verglas (Maximal)
- 2007 : « Clara Morgane 2007 » (FHM)
- 2008 : « Instants Volés » par Bacalma (FHM)
- 2009 : « Clara Morgane 2009 » (FHM)
- 2010 : « La Musique dans la Peau » par Rankin (Hugo & Cie)
- 2011 : « Clara Morgane 2011 » (Hugo & Cie)
- 2012 : « Mademoiselle X » par Xavier Dollin (Hugo & Cie)
- 2013 : « Comme un Boomerang » par Ghislain Yarhi (Hugo & Cie)

### Libri
- Kama Sutra, Adcan Édition, 2002, ISBN 978-2951657212
- Sex Star, Adcan Édition, 2003, ISBN 978-2-84814-009-4
- Double Jeu, Éditions Blanche, 2011, ISBN 978-2846282871
- Cahier de Vacances Clara Morgane, Éditions Blanche, 2012, ISBN 978-2846283069
- Clara Morgane : l'essentiel, Éditions Blanche, 2012, ISBN 2846283141